# Floride
Die Floride war ein französisches Schrauben-Passagierschiff.
Die aus Eisen gebaute Floride versah ab 1862 den regelmäßigen Liniendienst zwischen Frankreich und Mexiko. Das Schiff war 85,66 Meter lang und 11,90 Meter breit und hatte 1900 BRT. Die Zweizylinder-Verbundmaschine leistete 450 PS. Das Schiff erreichte eine Geschwindigkeit von 11 Knoten und hatte eine Hilfsbesegelung. 1874 wurde die Floride in Colombie umbenannt und 1897 nach 36 Jahren im Liniendienst abgewrackt.